# Trần Quang Triều
Trần Quang Triều (chữ Hán: 陳光朝, 1287 -1325) còn có tên là Nguyên Đào, biệt hiệu là Cúc Đường chủ nhân (菊塘主人) và Vô Sơn Ông (无山翁), là một nhà chính trị, tôn thất hoàng gia Đại Việt thời Trần, làm quan đến chức Tư đồ (tể tướng) thời Trần Minh Tông. Ông còn là một cư sĩ Phật giáo mộ đạo và là nhà thơ.

## Tiểu sử
Trần Quang Triều nguyên quán ở hương Tức Mặc, phủ Thiên Trường; nay thuộc tỉnh Nam Định. Ông là con trai cả Hưng Nhượng đại vương Trần Quốc Tảng, cháu nội Hưng Đạo đại vương Trần Quốc Tuấn, và là em trai của Bảo Từ Thuận Thánh hoàng hậu, chính thê của Trần Anh Tông. Thuộc dòng dõi quý tộc, hơn nữa lại là dòng dõi Trần Hưng Đạo nên ông được biệt đãi.
Năm Hưng Long thứ 9 (1301), tháng 4, khi mới 14 tuổi, ông được vua Trần Anh Tông phong tước Văn Huệ vương (文惠王), và sau đó được làm quan tại triều.
Ông là người văn võ toàn tài, nhưng không ham phú quý. Khi vợ ông là Thượng Trân công chúa (上珍公主) qua đời, ông về tu  ở Bích Động am, thuộc huyện Đông Triều và lập ra Bích Động thi xã (碧洞诗社) để cùng xướng họa với các bạn thơ, như Nguyễn Sưởng, Nguyễn Trung Ngạn, Nguyễn Ức, Tự Lạc tiên sinh,...
Năm Khai Thái nguyên niên (1324), dưới triều Trần Minh Tông, Trần Quang Triều được triệu ra gánh vác việc nước. Ông giữ chức Nhập nội kiểm hiệu Tư đồ. Tháng 8 năm Khang Thái thứ 2 (1325), Văn Huệ vương Quang Triều mất, và ông chỉ ở khoảng 38 tuổi. Không có ghi chép về hậu duệ của ông.
Căn cứ bài thơ "Tống Cúc Đường chủ nhân chinh Thích Na" (Tiễn Cúc Đường chủ nhân đi đánh Thích Na) của Nguyễn Ức, thì khi đang chức, Tư đồ Trần Quang Triều đã từng cầm quân đi đánh Thích Na.

## Tác phẩm
Sau khi Trần Quang Triều mất, bạn bè ông đã thu thập và biên tập thơ ông thành tập Cúc Đường di cảo (菊塘邸抄). Nhưng trong thời gian kháng Minh, tập thơ ấy đã thất lạc. Đến đầu thời Lê, Phan Phu Tiên sưu tầm được 11 bài bèn chép trong Việt âm thi tập.
Mặc dù số thơ của Trần Quang Triều còn lại không nhiều, nhưng ông cùng với Nguyễn Ức và Nguyễn Sưởng họp thành một dòng thơ riêng thời Trần. Theo GS. Nguyễn Huệ Chi, thì đó là những con người mang trong lòng nỗi thất vọng sâu sắc về sự suy thoái của vương triều này. 
Vì thế có thể thấy trong thơ Trần Quang Triều, gần như chỉ phơi bày một tâm trạng cô đơn, với bao điều ngổn ngang. Song cái buồn của ông chỉ là cái buồn nhẹ, chứ chưa đến mức bi đát, vô vọng như Nguyễn Ức. Cho nên lời thơ của ông hãy còn trong sáng, gợi cảm, chứ chưa rơi vào ảo não; được Phan Huy Chú đánh giá là "thanh thoát, đáng ưa". Giới thiệu 1 bài:
| Phiên âm Hán-Việt: Quy chu tức sự Qủy ngộ niệm thù khinh, Quy tâm mộng tự vinh (oanh). Điểu đề yên thụ một, Phàm đới tịch dương hành. Thu tước sơn dung sấu, Triều khai thủy giám minh. Túy ông hồn vị tỉnh, Hồng diệp mãn giang thành. | Dịch nghĩa Thuyền về tức cảnh Nghĩ đến những cuộc gặp gỡ giả dối lòng càng coi nhẹ, Cho nên giấc mộng về cứ vương vấn mãi. Chim kêu khuất trong đám cây lồng khói, Cánh buồm đi ngang theo bóng chiều tà. Hơi thu đẽo gầy dáng núi, Triều lên, mặt nước như gương sánh. Ông già say vẫn chưa tỉnh, Lá đỏ rơi đầy thành ven sông. |

## Thi xã Bích Động
Bích Động thi xã là tên một hội thơ do Trần Quang Triều làm chủ soái. Đây là một trong những hội thơ sớm nhất của nền thi ca phong kiến Việt Nam, có từ thế kỷ 14, trước cả Tao đàn Nhị thập bát Tú do vua Lê Thánh Tông sáng lập.
Thi xã được lập ở am Bích Động, cạnh chùa Quỳnh Lâm (nay thuộc phường Tràng An, thành phố Đông Triều, tỉnh Quảng Ninh), nơi có các lăng mộ vua Trần, điền trang và thái ấp tổ tiên của Trần Quang Triều. 
Thi xã đã tụ hội được một số nhà thơ có tiếng thời bấy giờ, những thành viên còn biết đến ngày nay là Trần Quang Triều, Nguyễn Sưởng, Nguyễn Ức, Nguyễn Trung Ngạn....